# FluxBB
FluxBB je programový nástroj pro vytvoření internetového fóra. Je založen na jádru nástrojePunBB, který původně vytvořil Rickard Andersson již v roce 2003. V roce 2007 bylo PunBB prodáno komerční společnosti. Vývoj pod vedením Rickarda Anderssona pokračoval do dubna 2008, kdy Rickard oznámil pozastavení spolupráce na vývoji PunBB. Zbytek vývojového týmu se rozhodl pokračovat na vývoji vlastní větve PunBB, která byla nazvána FluxBB.
FluxBB vyvíjeli především původní autoři PunBB Connor Dunn, Neal Poole, Kristoffer Jansson, Paul Sallivan a další. FluxBB se začal vyvíjet od verze 1.2.18, která byla přímým updatem PunBB 1.2.17.
Vývoj se nyní zaměřuje především na verzi FluxBB v1.3. Programátoři PunBB vyvíjí také verzi PunBB v1.3, která nebude stejná s FluxBB. Oba vývojové týmy se rozhodly vzájemně spolupracovat a rozdílný vývoj by tak měl být spíše ke prospěchu nástrojů a budoucího vývoje.
FluxBB je open source nástroj vytvořený v PHP pro vlastní diskuzi (fórum). Je šířeno zdarma prostřednictvím GNU General Public License. Oproti jiným připraveným nástrojům pro vytvoření fóra je FluxBB velice rychlé ve zpracovávání příkazů a ukládaná data jsou menší, kromě toho je FluxBB také plně XHTML validní.
Revoluční verze FluxBB 1.3 vyšla 1. 6. 2008.

## Požadavky
FluxBB je napsáno v PHP, proto vyžaduje, aby hosting podporoval programovací jazyk PHP. FluxBB také vyžaduje jednu databázi, ve které budou uloženy veškerá data fóra. FluxBB podporuje databáze MySQL, PostgreSQL a SQLite.